# Fantômas (1920)

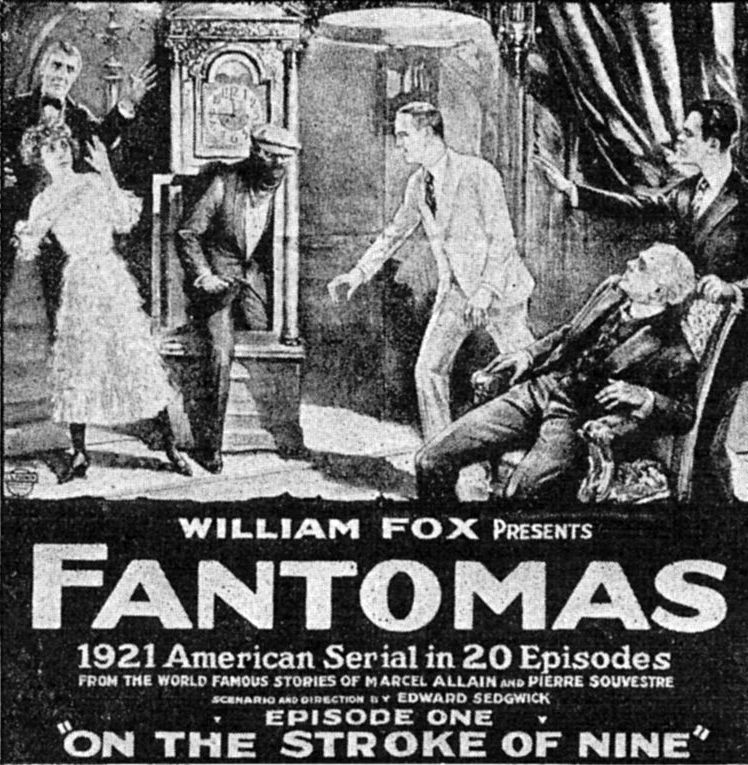
On the Stroke of Nine (1920)

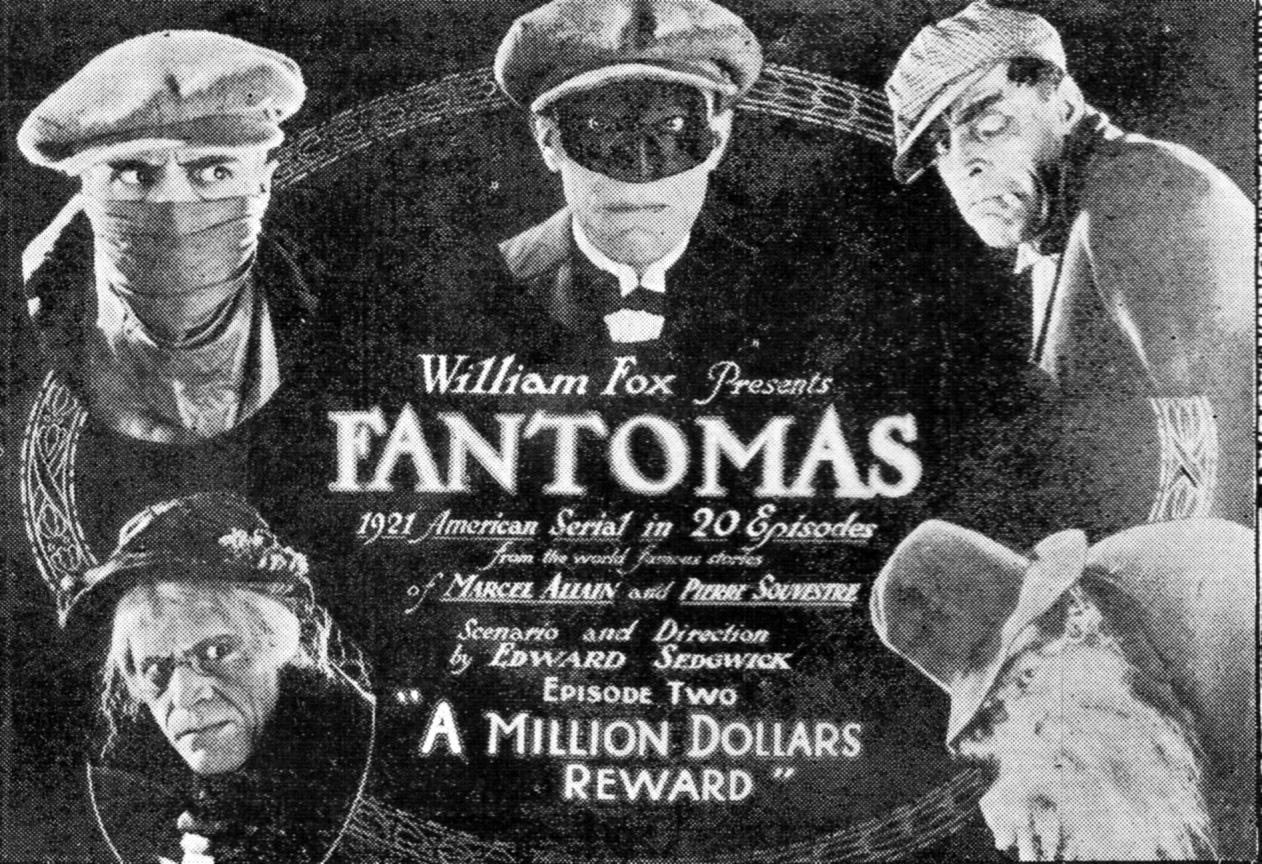
A Million Dollars Reward (1921)

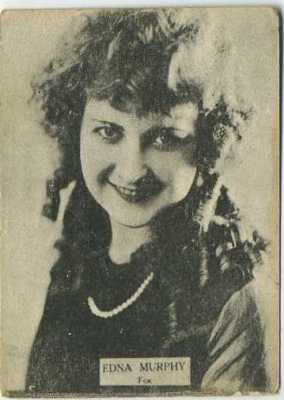
Edna Murphy, que interpreta Ruth Harrington no seriado.

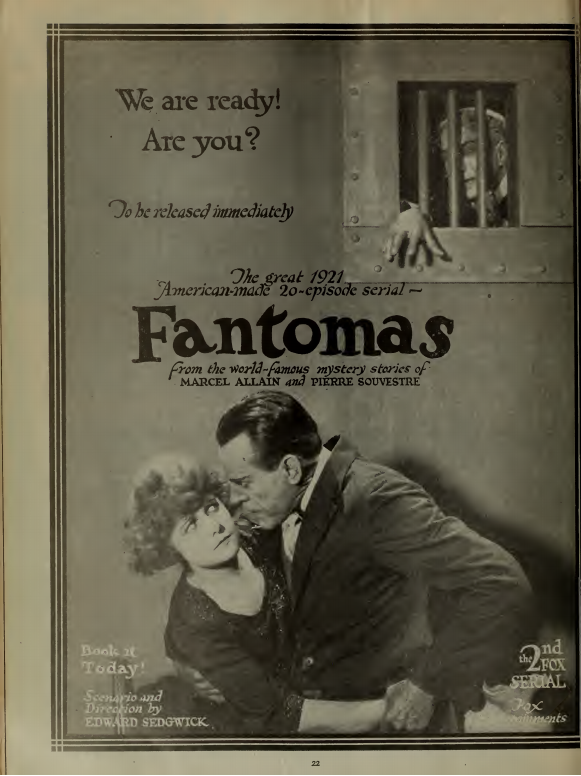
Anúncio do seriado Fantômas (1920)

Fantômas (Brasil: Fantomas ) é um seriado estadunidense de 1920, gênero policial, dirigido por Edward Sedgwick, em 20 capítulos, estrelado por Edward Roseman e Edna Murphy. Produzido e distribuído pela Fox Film Corporation, veiculou nos cinemas estadunidenses entre 19 de dezembro de 1920 e 1 de maio de 1921. O seriado apresenta o personagem Fantômas, criado por Marcel Allain e Pierre Souvestre em 1911.
Este seriado é considerado perdido.

## Sinopse
Fantomas, um mestre do crime, oferece-se para desistir de sua vida criminosa se as autoridades prometerem não processá-lo por seus crimes passados. Ele se enfurece quando eles recusam a esse ultimato, e se determina a aterrorizar a cidade. O inimigo de Fantômas nesse seriado é o detetive Fred Dixon, interpretado por John Willard.

## Elenco
- Edward Roseman - Fantômas
- Edna Murphy - Ruth Harrington
- Johnnie Walker - Jack Meredith
- Lionel Adams - Prof. James D. Harrington
- John Willard - Detetive Fred Dixon
- Eve Balfour –Dama de Negro
- Rena Parker - Condessa
- Irving Brooks - Duque
- Ben Walker - Butler
- Henry Armetta - The Wop
- Rita Rogan

## Capítulos
1. On the Stroke of Nine
2. The Million Dollar Reward
3. The Triple Peril
4. Blades of Terror
5. Heights of Horror
6. The Altar of Sacrifice
7. Flames of Destruction
8. At Death's Door
9. The Haunted Hotel
10. The Fatal Card
11. The Phantom Sword
12. The Danger Signal
13. On the Count of Three
14. The Blazing Train
15. The Sacred Necklace
16. The Phantom Shadow
17. The Price of Fang Wu
18. Double-Crossed
19. The Hawk's Prey
20. The Hell Ship

## Detalhes do seriado
O personagem Fantômas foi criado por Marcel Allain (1885–1969) e Pierre Souvestre (1874–1914), em 1911, e apareceu em 32 livros escritos em colaboração dos dois autores. Após a morte de Souvestre, Allain escreveu mais 11 volumes da série.
Em 1913, a Gaumont, companhia cinematográfica francesa, lançou o seriado Fantômas, em 5 episódios, sob a direção de Louis Feuillade, estrelado por René Navarre.
O seriado estadunidense Fantômas, de 1920, foi lançado parcialmente na França (apenas 12 episódios) sob o título Les Exploits de Diabolos. A novelização do seriado foi escrita por David White para a editora Black Coat com o título Fantômas in America, em 2007.